# ازیموت (شرکت هواپیمایی)
اَزیموت (به روسی: Азимут) یک شرکت هواپیمایی روسی است که در مرکز آن در فرودگاه بین‌المللی پلاتو در روستوف-نا-دونو، مرکز استان روستوف واقع شده‌است.

## مقصدهای پروازی
بنا بر داده‌های دسامبر ۲۰۱۹، شرکت هواپیمایی ازیموت پروازهای خود را به ۳۰ مقصد داخلی و سه مقصد بین‌المللی انجام می‌داد.

## ناوگان

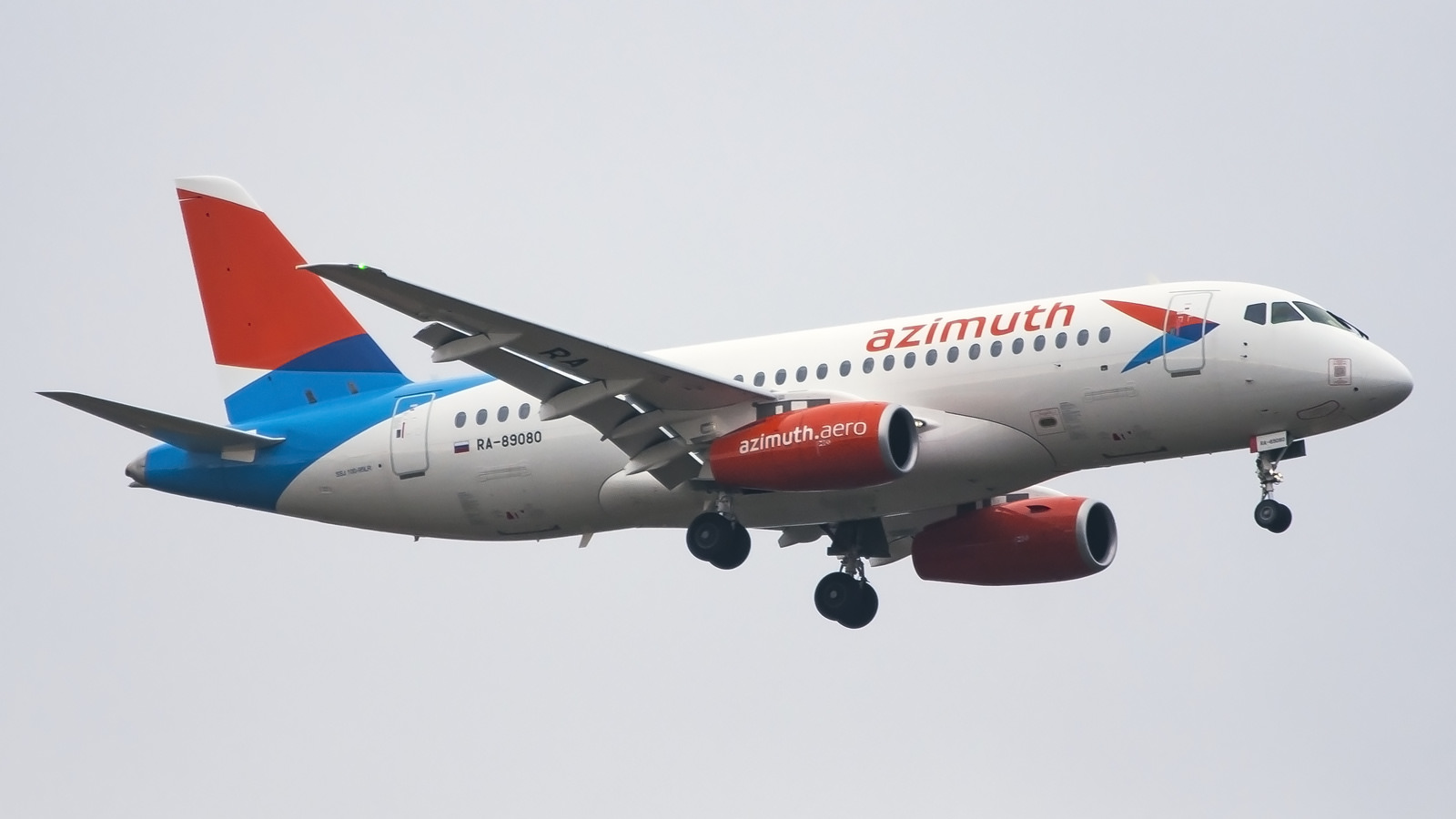
یک فروند سوخو سوپرجت ۱۰۰ متعلق به ازیموت

بنا بر داده‌های ژوئیهٔ ۲۰۲۲، ناوگان هوایی ازیموت متشکل از هواپیماهای سوخو سوپرجت ۱۰۰ بود.
| هواپیما         | در خدمت | سفارش‌داده‌شده | ظرفیت | یادداشت                       |
| --------------- | ------- | ------------ | ----- | ----------------------------- |
| سوخو سوپرجت ۱۰۰ | ۱۵      | -            | ۱۰۳   | یک فروند با لیوری ام-۱ گلوبال |
| جمع             | ۱۵      | -            |       |                               |